# Babenberg
I Babenberg erano una potente famiglia francone-bavarese, precisamente originari dal Castrum Babenberch, l'odierna Bamberga.
Gli storici tedeschi distinguono i vecchi Babenberg (detti anche Popponidi o Babenberg di Franconia) dai giovani Babenberg: i primi risiedevano in Franconia e persero il conflitto contro i Corradini; i secondi invece erano residenti in Baviera orientale ed ebbero come capostipite Leopoldo I, nipote di Arnolfo di Baviera della stirpe dei Luitpoldingi, cui l'imperatore Ottone II affidò l'amministrazione della Marca Orientale, che allora comprendeva una piccola porzione della valle del Danubio, per ringraziarlo della fedeltà nella ribellione di Enrico II di Baviera. Quest'ultima stirpe per tutto il medioevo pretese di discendere dai Popponidi, ma questa relazione non è considerata autentica dagli studiosi moderni.
In seguito i vari componenti della famiglia ne ampliarono il territorio, grazie a un'appropriata politica matrimoniale. Nel 1156 fu concessa alla famiglia una larga autonomia da parte dell'imperatore Federico Barbarossa, in seguito alla quale la marca venne elevata al grado di ducato, con capitale Vienna.
Quando però nel 1246 il duca Federico II di Babenberg morì, questa nobile famiglia si estinse con lui e il territorio che governava fu dato dopo alcuni anni dall'aristocrazia austriaca a Ottocaro II, re di Boemia, che cercò invano di mantenere il controllo dell'Austria.

## Storia

### Margraviato d'Austria (976–1156)

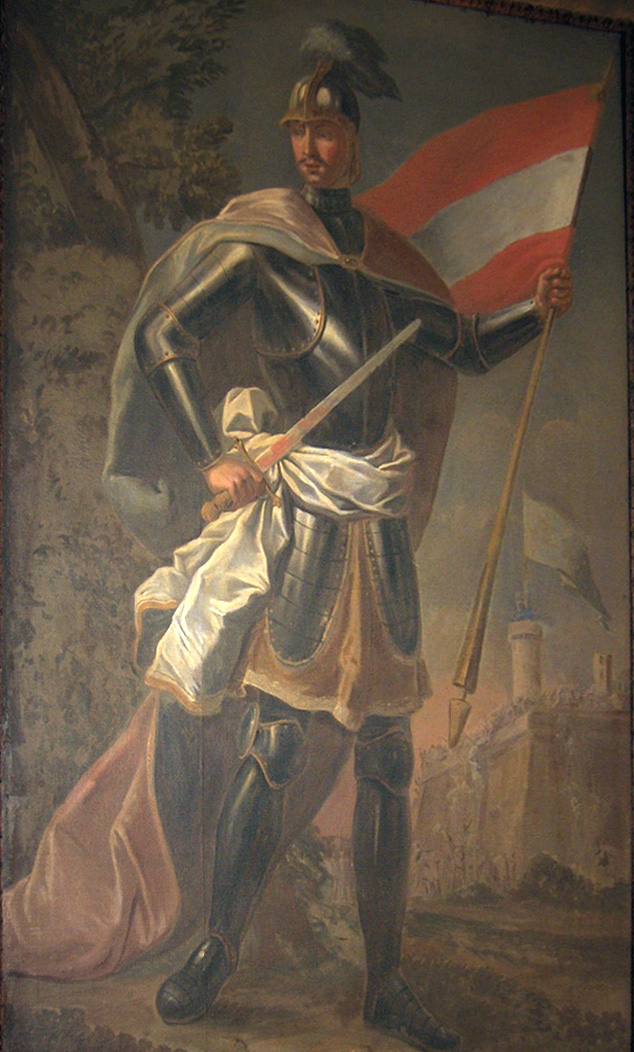
Leopoldo VI di Babenberg ritratto in un quadro del ventesimo secolo

Nel 955, Ottone I sonfisse i Magiari nella celebre battaglia di Lechfeld ristabilendo nei territori riconquistati la Marcha orientalis bavarese e ponendoli sotto il comando del margravio Burcardo, un cognato della duchessa Giuditta, madre del duca Enrico II di Baviera. Nel 976 il margravio si unì a Enrico II nella rivolta contro il giovane Ottone II a cui veniva contestata la legittimità della successione al padre Ottone I. Per questo tradimento, Bucardo venne deposto dalla Dieta imperiale tenutasi a Ratisbona e al suo posto, secondo un documento del 21 luglio, Ottone II nominò il fedele Leopoldo I di Babenberg. Leopoldo fu il capostipite di quel casato conosciuto come Babenberg che con i suoi discendenti governerà il territorio centrale di quello che sarà la futura Austria, che allora comprendeva una piccola fetta della valle del Danubio, dando inizio alla sua vera e propria storia.
Tra il 984 e il 985 il territorio della marca fu teatro di sanguinosi scontri conseguenti a nuove scorrerie della cavalleria magiara. Secondo quanto raccontato dalle cronache redatte dal vescovo Tietmaro di Merseburgo, Leopoldo morì il 10 luglio 994 colpito per errore da una freccia in realtà destinata a uccidere il margravio Enrico di Schweinfurt. Sebbene il diritto germanico allora vigente non prevedesse la successione ereditaria dei feudi e dei regni, a Leopoldo succedette il figlio Enrico I di Babenberg ma solo dopo aver ricevuto l'approvazione dal re dei Romani Ottone III. È proprio al tempo di Enrico I che si ebbe la prima menzione del termine Ostarrichi l'antico nome tedesco traducibile con "Marca dell'Est" e che oggi significa Österreich, in italiano Austria. Questa compare in un documento emanato dall'imperatore il 1º novembre 996 in cui si parala di «una zona popolarmente chiamata Ostarrichi nella marca e contea del conte Enrico, figlio del margravio Leopoldo».

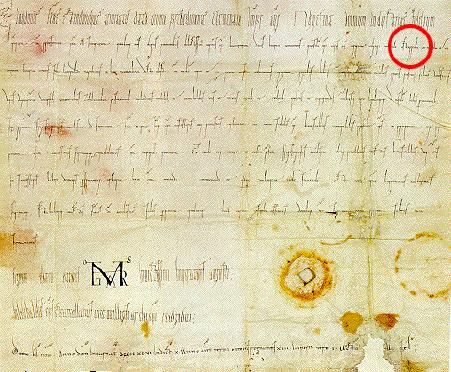
Il documento del 996 con la firma dell'imperatore Ottone III in cui compare per la prima volta il termine Ostarrichi

Per tutto il suo regno, Enrico resse la Marca d'Austria come vassallo fedele al sovrano di Germania e quando morì senza figli nel 1018 la sua carica passò al più giovane fratello Adalberto. Adalberto perseguì una politica pacifista aiutato in questo dalla conversione al cristianesimo di Stefano I d'Ungheria con cui poté instaurare rapporti amichevoli. In questa situazione di tranquillità, gli insediamenti della marca poterono estendersi verso est dove vennero bonificate vaste aree e coltivati nuovi campi.
Il clima di pace, tuttavia, si spezzò improvvisamente quando il nuovo re di Germania Corrado II il Salico, in carica dal 1024, invase l'Ungheria allo scopo di ampliare i propri domini e la Marca d'Austria venne inevitabilmente coinvolta quando l'esercito imperiale dovette ripiegare su Vienna. Adalberto fu accusato di non aver fornito al proprio signore di Germania il necessario aiuto militare per non compromettere le relazioni con i vicini ungheresi ma questo mise in crisi i rapporti con l'impero. Dopo il 1040, in un'attenta politica matrimoniale che sarà tipica dei Babenberg, Adalberto sposò in seconde nozze Frozza Orseolo, figlia del doge di Venezia Ottone Orseolo, mossa che gli consentì di intrecciare con la sempre più potente Serenissima Repubblica lucrosi traffici commerciali in sostituzione di quelli con l'Ungheria decaduti a seguito delle guerre. Le relazioni tra Adalberto e Impero si normalizzarono quando Enrico III divenne il nuovo imperatore anche se gli scontri con l'Ungheria non cessarono del tutto. Un trattato di pace venne raggiunto durante la reggenza di Agnese di Poitou, vedova dell'imperatore Enrico III; con questo vennero definiti solennemente i confini «intangibili e validi per tutti i tempi» orientali della marca austriaca rappresentati dai fiumi Morava e Leita.

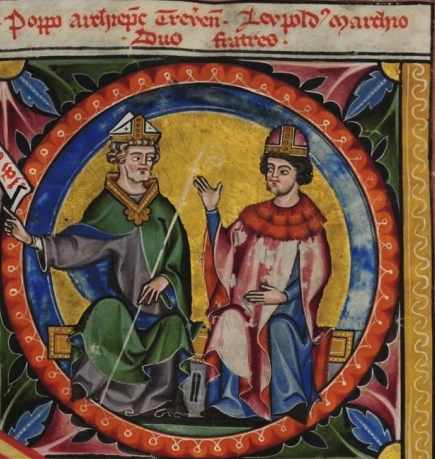
Il margravio d'Austria Leopoldo II com l'arcivescovo Poppo di Treviri

Gli anni successivi furono contraddistinti dalla cosiddetta "lotta per le investiture" che vide contrapporti Impero e Chiesa di Roma. Il nuovo margravio d'Austria, Ernesto di Babenberg (subentrato al padre Adalberto nel 1055), si schierò con l'Imperatore Enrico IV e si batté contro i Sassoni, morendo nella prima battaglia di Langensalza del 9 giugno 1075 ma non prima di aver accresciuto i confini orientali dei propri possedimenti annettendo la marca boema e la marca ungherese. Il figlio e successore Leopoldo II mutò sorprendentemente l'orientamento politico, probabilmente su pressione del vescovo Altmann di Passavia, passando dalla parte di papa Gregorio VII dichiarandosi nell'estate del 1081 sollevato dal dovere di ubbidienza a Enrico promettendo alla Chiesa anche assistenza militare. Leopoldo II venne sconfitto dall'esercito imperiale nella battaglia di Mailberg ma riuscì tuttavia a preservare la sua carica di margravio. In tale contesto «si delinearono i primi contorni di una politica austriaca indipendente dal regno di Germania e del tutto autonoma anche nella flessibilità dei metodi, dacché cercava un’intesa con la Chiesa e s'indirizzava per pure e semplici ragioni economiche all'Europa orientale».
L'affermazione della sovranità della marca austriaca continuò con Leopoldo III, in carica dal 1095, che riuscì a conferirgli i tratti almeno essenziali di uno Stato indipendente, sebbene non giuridicamente delineati, dotato di un profilo economico e culturale specifico. Nello scontro tra l'imperatore Enrico VI e il figlio Enrico V, Leopoldo, in un acuto disegno politico, prese le parti del secondo e quando questi salì al trono a seguito dell'abdicazione del padre, seppe ricompensare il margravio d'Austria dandogli in sposa la sorella Agnese di Waiblingen. Con tale unione il prestigio dei Babenberg ne uscì rafforzato in quanto il casato entrò tra le ristrette parentele della famiglia reale di Germania. La loro affermazione fu tale che, alla morte di Enrico V, i nobili tedeschi offrirono il trono imperiale al successore di Leopoldo III, il figlio Leopoldo IV, che tuttavia declinò preferendo continuare a occuparsi degli affari della marca. L'età di Leopoldo IV, margravio dal 1136 al 1141, fu di cospicua fortuna. La città di Vienna conobbe particolare sviluppo grazie al commercio e all'artigianato mentre la residenza ufficiale del marchese venne stabilita nelle vicinanze, a Klosterneuburg. La politica matrimoniale continuò a essere uno strumento di pace con i confinanti: Leopoldo sposò Maria di Boemia mentre la sorella Agnese di Babenberg venne data in sposa a Ladislao di Polonia e Slesia.

### Ducato d'Austria (1156–1246)

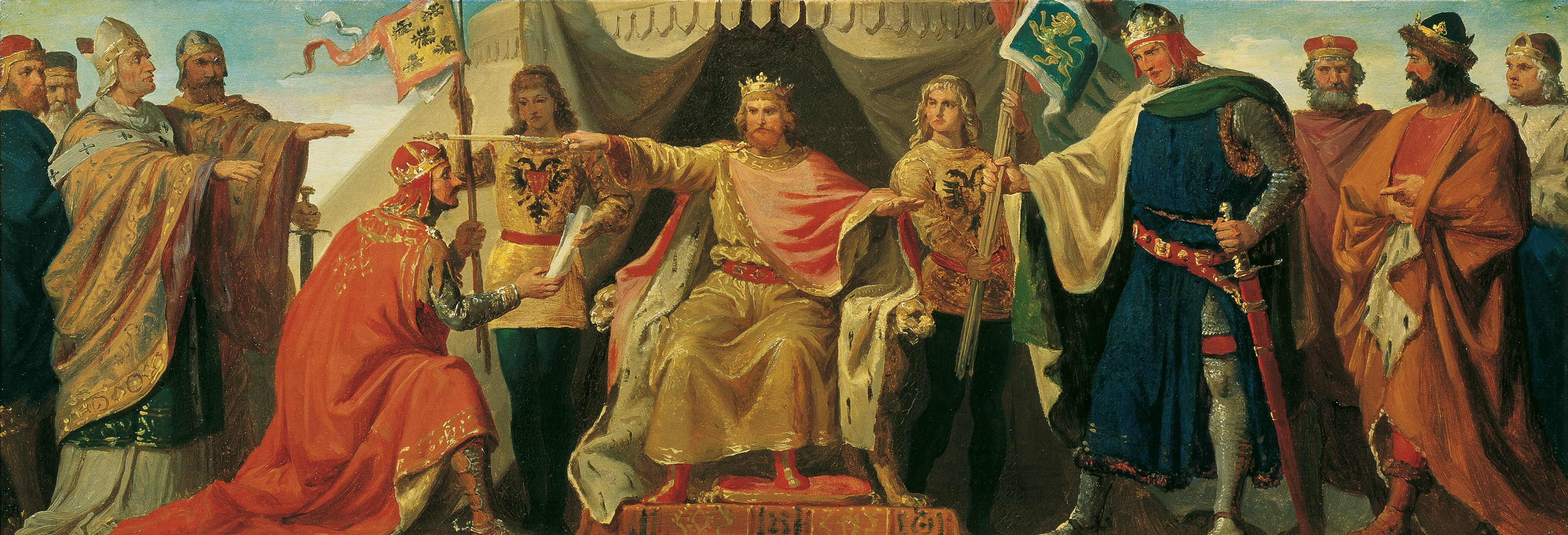
L'imperatore Federico I Barbarossa infeuda Enrico il Leone del Ducato di Baviera e Enrico II di Babenberg di quello d'Austria appena istituito con il privilegium minus. Dipinto di Karl von Blaas.

All'improvvisa morte di Leopoldo la marca passò al fratello Enrico II di Babenberg. Nel frattempo, nel corso della disputa tra guelfi e Hohenstaufen, il Ducato di Baviera era stato strappato a Enrico X e dato in affidamento alla dinastia dei Babenberg. Il nuovo imperatore Federico I Barbarossa provò a trovare un compromesso con i guelfi e cedette nel 1156 al figlio di Enrico X, Enrico il Leone, la Baviera costringendo il margravio Enrico II a rinunciare ogni pretesa su di esso. Tuttavia nello stesso anno al Babenberg venne riservato un risarcimento, il cosiddetto privilegium minus, attraverso il quale la marca d'Austria venne elevata a ducato diventando completamente indipendente dalla Baviera. Inoltre, il privilegio ducale sarebbe stato trasmesso per via ereditaria e al duca sarebbe spettato l'obbligo di aiuto militare al re solo all'interno dei propri possedimenti, anche se Enrico rimase sempre fedele a Federico scendendo in battaglia al suo fianco anche in territorio straniero. Contemporaneamente Vienna andò sempre più ad affermarsi come centro politico ed economico dei Babenberg, tanto che Arnoldo di Lubecca nel 1172 la definisce come la "capitale" a spese di Pöchlarn che lo era considerata fino ad allora.

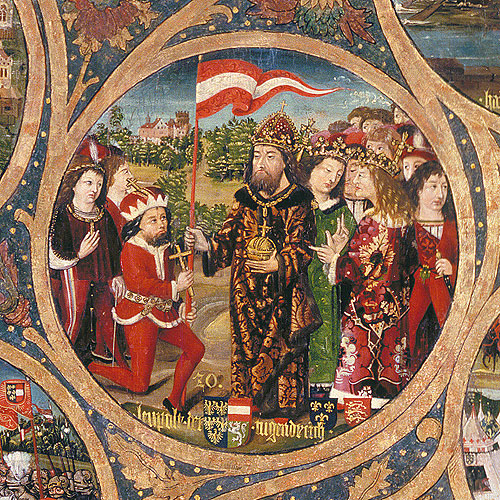
Leopoldo V di Babenberg, detto il virtuoso, nell'albero genealogico dei Babenberger realizzato tra il 1489 e il 1492

Nel 1192 Leopoldo V di Babenberg, duca dal 1117, fu responsabile della cattura del re inglese Riccardo Cuor di Leone mentre transitava per il territorio austriaco dopo aver naufragato di ritorno dalla terza crociata. Il duca rilasciò Riccardo solo dopo aver ricevuto il pagamento di un cospicuo riscatto, ma per questo atto dovette subire la scomunica da parte del papa Celestino III. Il denaro estorto venne usato da Leopoldo V in gran parte per finanziare l'espansione della città di Vienna. Per prima cosa venne abbellito e ampliato il sistema difensivo, poi venne migliorato il sistema viario intorno alla città al fine di incrementarne i traffici economici. Poco lontano dalla capitale fondò la città di Wiener Neustadt con lo scopo di presidiare i confini dei suoi territori minacciati dalle incursioni dei Magiari. Posta in posizione strategica, divenne anche un notevole centro commerciale. Dal 24 maggio 1192 Leopoldo V fu investito anche del Ducato di Stiria in forza del patto di Georgenberg sottoscritto con il margravio Ottocaro IV di Stiria sei anni prima.
Nel 1195 Leopoldo V morì e a lui succedette il figlio Federico I come duca d'Austria. Il regno di Federico fu però molto breve: morì nel 1198 in Italia mentre si apprestava a prendere parte a una crociata promossa dall'imperatore Enrico VI di Svevia. Con la comparsa di Federico, il governo del ducato passò al fratello Leopoldo VI che già governava il Ducato di Stiria per volontà testamentaria del padre riunendo nuovamente i due ducati come peraltro prevedeva il patto di Georgenberg. L'età di Leopoldo VI è ricordata sia per il suo duro governo sia anche per la prosperità di cui godette il ducato austriaco. Vienna, già una città in ascesa, divenne un centro economico e politico di prima importanza sebbene fallì il proposito del duca di ottenere che divenisse sede vescovile per colpa dell'opposizione del vescovo di Passavia Manegoldo di Berg che non ne voleva perdere la titolarità.

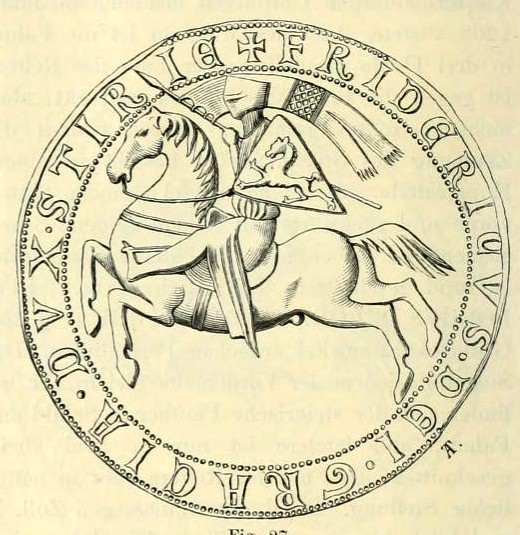
Stemma di Federico II di Babenberg, con lui si estinse il casato

La situazione mutò quando, nel 1230 a Leopoldo VI succedette il figlio Federico II di Babenberg. Soprannominato "il Litigioso", dopo un solo anno dall'inizio del suo governo dovette affrontare una rivolta dei propri nobili esasperati dalle forti tasse a loro imposte e dall'intransigente amministrazione di Federico che sovente leniva i loro antichi privilegi.  Grazie a un'accorta politica e a una felice strategia militare, Federico riuscì a sedare la rivolta e a conservare il proprio potere. Ma anche in politica esterna Federico non esitò a crearsi inimicizie; dopo essersi scontrato con i ducati di Baviera, Boemia e Ungheria, la dieta convocata a Norimberga nel 1236 gli tolse i suoi titoli e siccome il duca non volle accettare la sentenza, truppe dei ducati vicini invasero l'Austria. Nonostante la resistenza, Federico dovette abbandonare Vienna e l'imperatore Federico II di Svevia poté annettere il Ducato d'Austria alla corona mettendo fine alla sua autonomia. L'ormai ex duca, riparato a Wiener Neustadt, riuscì a riprendere il controllo della capitale Vienna approfittando dell'assenza dell'imperatore richiamato in Italia per fronteggiare le rivolte dei comuni lombardi. Nonostante ciò, il destino politico dei Babenberg era oramai segnato. Un ultimo tentativo di Federico Babenberg di combinare il matrimonio con sua nipote Geltrude e l'imperatore al fine di riacquistare prestigio perso fallì. Il duca morì infine nella battaglia del fiume Leita contro il re Béla IV d'Ungheria; non avendo avuto figli la linea principale del casato dei Babenberg si estinse.

## Cronologia
Successione dei sovrani della marca Orientale appartenenti alla famiglia dei Babenberg:
- Leopoldo I 976-994
- Enrico I 994-1018
- Adalberto 1018-1055
- Ernesto 1055-1075
- Leopoldo II 1075-1096
- Leopoldo III 1096-1136
- Leopoldo IV 1136-1141
- Enrico II 1141-1177
- Leopoldo V 1177-1194
- Federico I 1194-1198
- Leopoldo VI 1198-1230
- Federico II 1230-1246

## Arte e cultura nell'età dei Babenberg
Pochi sono gli edifici di epoca Babenberg giunti sino a noi nella loro architettura originaria, la maggior parte sono andate distrutte o pesantemente modificate nel corso del tempo. L'Abbazia di Lilienfeld e l'Abbazia di Heiligenkreuz sono tra i migliori esempi di architettura di quel tempo in cui si coniugò il gusto locale con gli influssi franco-tedeschi tipici dello stile cistercense. La gotica cattedrale di Santo Stefano venne iniziata nel 1147 ma i suoi lavori terminarono nel XV secolo con diverse aggiunte rispetto al più modesto progetto iniziale.
Riguardo alle arti decorative del tempo è difficile riconoscere uno stile specifico austriaco bensì si notano le influenze bizantine, romaniche e normanne. I soggetti degli affreschi, delle vetrate e delle miniature furono quasi esclusivamente religiosi. Poco si sa della musica dell'età Babenberg ad eccezione di qualche componimento popolare di accompagnamento alla danza. Grazie a riproduzioni grafiche sappiamo che si suonavano arpe, trombe, tamburi, salteri e un progenitore del violino. I primi testi letterari in lingua alto-tedesca antica comparvero alla fine del X secolo, uno dei primi esempi è il frammento Wiener Hundesegen, una esortazione probabilmente di origine pagana a protezione dei cani di Vienna. La monaca Ava, vissuta a cavallo tra XI e XI secolo, fu la prima donna, di cui sia conosciuto il nome, ad aver scritto componimenti (un ciclo di poesie di carattere religioso) in lingua tedesca. Sebbene la canzone dei Nibelunghi appartenga più all'area tedesca, essa vene probabilmente scritta agli inizi del XIII secolo da un autore anonimo dell'area danubiana, fra Passavia e Vienna.
L'istruzione della popolazione sotto i Babenberg era di competenza esclusiva della Chiesa cattolica; importanti scuole cattedrali si trovavano a Salisburgo, Bressanone, Furth bei Göttweig, Admont e Kremsmünster dove si insegnavano grammatica, retorica, dialettica, aritmetica e astronomia. Intensa era l'attività dei monasteri  nella redazione di cronache.